# Carlo Rizzi (director)
Carlo Rizzi (Milán, 19 de julio de 1960) es un músico y director de orquesta italiano, especializado en el repertorio operístico.  

## Biografía
Rizzi estudió música en el Conservatorio de Milán. Más tarde perfeccionó con Vladimir Delman en Bolonia, y con Franco Ferrara en Siena. 
Debutó como director de ópera en 1982, con L'ajo nell'imbarazzo de Donizetti. En 1985, ganó el primer premio en el Concurso Internacional de Dirección Toscanini, en Parma.  Debuta en el Reino Unido con el Torquato Tasso de Donizetti, en el Festival de Buxton de 1988, representado después bajo su batuta en la Royal Opera House de Londres y en la Opera North de Leeds.
En agosto de 1992 es nombrado director musical de la Welsh National Opera, y se desempeñó en el cargo hasta el 2001. En 2004, tras la dimisión repentina de su sucesor Tugan Sokhiev, Rizzi volvió como director musical de la ópera galesa, ocupando el cargo hasta 2007. 
Entre las grabaciones de Rizzi destacan una Katia Kabanová (Leoš Janáček) en inglés para Chandos, y un DVD de La Traviata (Verdi) para Deutsche Grammophon.